# Burja
Burja (bulgariska: Буря) är ett distrikt i Bulgarien.   Det ligger i kommunen Obsjtina Sevlievo och regionen Gabrovo, i den centrala delen av landet, 170 km öster om huvudstaden Sofia.
Omgivningarna runt Burja är en mosaik av jordbruksmark och naturlig växtlighet. Runt Burja är det ganska tätbefolkat, med 124 invånare per kvadratkilometer.